# Neuvième croisade
Batailles
.
La Neuvième croisade, menée par le prince Édouard d'Angleterre (futur Édouard Ier) en 1271-1272, est généralement considérée comme la dernière des croisades médiévales.

## Contexte
Au cours de l’année 1268, le sultan mamelouk Baybars attaque le royaume de Jérusalem et reprend Jaffa (7 mars), Beaufort (15 avril) et Antioche (14 mai). Apprenant ces nouvelles, un certain nombre de nobles, dont Édouard, prince héritier d'Angleterre, décident de se croiser. Mais l’annonce du roi Louis IX de se croiser et d’organiser une nouvelle expédition a pour effet de retarder le départ des croisés, pensant se joindre à la croisade du roi de France.
Cette croisade quitte Aigues-Mortes le 1er juillet 1270, mais se dirige vers Tunis au lieu de la Terre sainte et est rapidement décimée par la maladie. La mort du roi, le 25 août 1270, met fin à la huitième croisade, et l’armée croisée rentre en France.

## La croisade
Apprenant la mort de Louis IX et la fin de sa croisade, Baybars reprend ses conquêtes, attaque le comté de Tripoli et emporte le château de Chastel Blanc (février 1271) et le Krak des Chevaliers (8 avril), puis assiège Tripoli en mai.
C’est alors que lui parvient l’annonce d’une armée croisée, ce qui l’incite à lever le siège de Tripoli et à conclure une trêve de dix ans avec le comte Bohémond VI de Tripoli. Toutefois, il profite de sa présence au nord de Saint-Jean-d'Acre pour prendre le château teutonique de Montfort le 12 juin.
En effet, le prince Édouard d’Angleterre, arrivé trop tard pour participer à la croisade de Louis IX à Tunis, avait décidé de se rendre en Terre Sainte avec un millier d’hommes. Il est rejoint en septembre par son frère Edmond qui apporte également des troupes. La première réaction d’Édouard à son arrivée dans le royaume est de se scandaliser et de chercher à lutter contre le commerce d’armes avec les Mamelouks effectués par de nombreux marchands chrétiens, notamment les Vénitiens et, dans une moindre mesure, les Génois. Malgré les protestations des croisés et les excommunications du Saint-Siège, le bayle vénitien d’Acre montre les diplômes et immunités accordés par la cour de Saint-Jean-d’Acre, et Édouard ne peut lutter contre ce commerce, suicidaire pour les établissements latins en Orient.
Comprenant l’intérêt de l’alliance mongole, Édouard dépêche une ambassade à Abagha, khan houlagide de Perse, effectue une incursion à Al-Bana, détruit le bourg et revient avec un joli butin. Il se concerte également avec le roi Hugues III de Chypre et le comte Bohémond VI de Tripoli. À la fin d’octobre 1271, le khan Abagha envoie une armée en Syrie, mais qui ne comporte que dix mille cavaliers car il est lui-même en guerre contre ses cousins. L’armée mongole pille les régions d’Alep et d’Apamée, mais se retire chargée de butin sans affronter l’armée que Baybars a réunie à Damas. Les Francs et les croisés en profitent pour tenter une incursion, mais en raison d’un effectif réduit et du manque de l’appui mongol, n’obtiennent que peu de résultats. En novembre, Édouard dirige une offensive sur Qaqun (en), sur la route de Jérusalem, mais cette attaque échoue. Des Nizârites, peut-être commandités par les Mamelouks, prétendent se faire baptiser, mais manquent de peu d’assassiner le prince le 16 juin 1272. Face au manque de moyens, Édouard rembarque à Acre en direction de l’Europe le 22 septembre 1272 pour prendre la succession de son père Henri III, décédé le 16 novembre 1272.

## Les expéditions suivantes
En quittant la Terre sainte, Édouard ne laisse pas le royaume démuni, car le roi Hugues III et lui-même ont conclu à Césarée le 22 mai 1272 une trêve de dix ans avec Baybars, grâce également à l’entremise de Charles Ier d’Anjou, roi de Sicile.
Lors de son périple, Édouard avait été accompagné par Théobald Visconti, qui devint pape sous le nom de Grégoire X, en 1271. Le nouveau souverain pontife demanda une nouvelle croisade, sans l'obtenir, au IIe concile de Lyon en 1274.
Charles d’Anjou se lance alors dans une politique méditerranéenne. En 1271, il marie son fils Philippe à Isabelle de Villehardouin, héritière de la principauté d’Achaïe et de Morée. En 1273, c’est sa fille Béatrice qu’il marie à Philippe Ier de Courtenay, empereur titulaire de Constantinople, se réservant ainsi des droits sur l’empire latin de Constantinople à reconquérir. En 1276, il achète à Marie d’Antioche les droits que cette dernière dispose sur le royaume de Jérusalem en concurrence avec Hugues III. Fort de ces droits, il occupe la ville d’Acre, seul vestige du royaume de Jérusalem, en profitant d'une querelle entre Hugues III, les Templiers, Hospitaliers et les Vénitiens.
Avec son aide, les Vénitiens veulent alors se lancer dans une croisade contre Constantinople, où l'Empire byzantin vient d'être restauré par Michel VIII. En 1281, le pape Martin IV donne son accord, et les Français se mettent en route vers Durazzo, alors que les Vénitiens prennent la voie maritime. Mais le soulèvement des Vêpres siciliennes (1282) oblige Charles à rebrousser chemin.

## Conclusion
L’expédition du prince Édouard fait partie des croisades les plus sagement et intelligemment organisées, mais son manque de moyens et de troupes a réduit à néant tous ses efforts. Elle a eu cependant le mérite d’accorder dix ans de paix et presque vingt ans de survie au royaume, qui se réduit aux environs de Saint-Jean-d'Acre. Les expéditions suivantes n’ont rien apporté aux restes des États latins d'Orient, et en 1291 les Mamelouks finissent par conquérir l'ensemble des territoires syriens qui appartiennent encore aux chrétiens.

## Sources
- René Grousset, Histoire des croisades et du royaume franc de Jérusalem - I. 1095-1130 L'anarchie musulmane, Paris, Perrin, 1934 (réimpr. 2006), 883 p.
- René Grousset, Histoire des croisades et du royaume franc de Jérusalem - III. 1188-1291 L'anarchie franque, Paris, Perrin, 1936 (réimpr. 2006), 902 p.
- René Grousset, L'Empire du Levant : Histoire de la Question d'Orient, Paris, Payot, coll. « Bibliothèque historique », 1949 (réimpr. 1979), 648 p. (ISBN 978-2-228-12530-7)
- Amin Maalouf, Les Croisades vues par les Arabes, J’ai lu, 1983 (ISBN 978-2-290-11916-7)
- Alice Saunier-Seïté, Les Courtenay — Destin d'une illustre famille bourguignonne, Paris, France-Empire, 1998, 253 p. (ISBN 2-7048-0845-7)